# Phi in the Sky
Phi in the Sky (в переводе с англ. — «презрение в небесах») — мини-альбом американской индастриал-рок-группы Kidneythieves. Его релиз состоялся 30 ноября 2001 года.

## Об альбоме
Пластинка была выпущена в период, когда участники Kidneythieves работали над записью второго полноформатного студийного альбома. В Phi in the Sky были включены две новые композиции «Black Bullet» и «Zerøspace», которые позднее были выпущены на альбоме Zerøspace в 2002 году. Также мини-альбом содержал несколько новых ремиксов треков Zerøspace.
Обозреватель Allmusic Бредли Торрино хорошо отозвался о новых композициях, однако ремиксы и в целом мини-альбом были оценены низко. По мнению Торрино Phi in the Sky является «проходным» и может представлять интерес только для поклонников группы.

## Список композиций
Слова и музыка всех песен — Фри Домингез.
| №  | Название                                     | Длительность |
| -- | -------------------------------------------- | ------------ |
| 1. | «Black Bullet»                               | 4:59         |
| 2. | «Placebo» (Terminalhead Remix)               | 6:24         |
| 3. | «Zerøspace»                                  | 3:50         |
| 4. | «Zerøspace» (Q-Burns Abstract Message Remix) | 8:54         |
| 5. | «Spank» (KMFDM Remix)                        | 5:13         |
| 6. | «Zerøspace» (DJ Merritt & Darren D Remix)    | 7:05         |

## Участники записи
| Kidneythieves - Фри Домингез — вокал - Брюс Сомерс — гитара, бас-гитара, синтезатор, программинг, продюсирование - Крис Шлейер — гитара - Кристиан Доррис — бас-гитара - Шон Селлерс — ударные | Другой персонал - Шон Биван — гитара, микширование - Тим Шёлд — микширование - Майкл Розенблат — A&R - Мэтью Уэлч — фотограф - Meat and Potatoes, Inc. — дизайн |

## История релиза
| Дата           | Территория   | Лейбл              | Формат(ы)            |
| -------------- | ------------ | ------------------ | -------------------- |
| 30 ноября 2001 | США · Европа | Extasy Records     | компакт-диск         |
| 17 мая 2005    |              | Rhino/Warner Bros. | цифровая дистрибуция |